# يوهان فولديمار يانسن
يوهان فولديمار يانسن (بالإستونية: Johann Voldemar Jannsen)‏ (16 مايو 1819 - 13 يوليو 1890)، هو صحفي وشاعر إستوني، ولد في 16 مايو عام 1819 في فاندرا الروسية.
كتب كلمات الأغنية الوطنية "Mu isamaa، mu õnn ja rõõm" والتي أصبحت فيما بعد النشيد الوطني لإستونيا. وهو والد الشاعرة ليديا كويدولا [الإنجليزية]. بصفته قائد مجتمع الكورال الذي نظم أول مهرجان للأغنية على مستوى البلاد في تارتو في عام 1869، لعب يانسن دورًا حاسمًا في الصحوة الوطنية الإستونية.